# Гуцуляк Микола Дмитрович
Микола Дмитрович Гуцуляк (нар. 1902, село Голосків, Австро-Угорщина, тепер Коломийського району Івано-Франківської області — ?) — український радянський діяч, голова виконавчого комітету Отинійської районної ради депутатів трудящих Станіславської (Івано-Франківської) області. Депутат Верховної Ради УРСР 2-го скликання.

## Життєпис
Народився у бідній селянській родині. Працював у сільському господарстві, наймитував. За революційну діяльність зазнавав арештів та ув'язнень у Польській Республіці.
Після захоплення Галичини Червоною армією, у 1939—1940 роках — голова Голосківської сільської ради Станіславського воєводства. У 1940—1941 роках — голова планової комісії виконавчого комітету Отинійської районної ради депутатів трудящих Станіславської області.
Після завершення німецько-радянської війни брав активну участь у встановленні органів радянської влади у містечку Отинії.
З серпня 1946 року — голова виконавчого комітету Отинійської районної ради депутатів трудящих Станіславської області.
Член ВКП(б) з 1947 року.

## Нагороди
- медаль «За трудову доблесть» (23.01.1948)